# Panicum parvifolium
Panicum parvifolium är en gräsart som beskrevs av Jean-Baptiste de Lamarck. Panicum parvifolium ingår i släktet vipphirser, och familjen gräs. Inga underarter finns listade i Catalogue of Life.